# 박동건
박동건(1988년 6월 17일 ~ )은 대한민국의 희극 배우이다. 그의 현재 거주지는 서울이다. 현재 급식왕에서 티라노 역을 맡고 있다.

## 출연작

### 방송
- 웃찾사 (SBS)